# Estilo Trovador

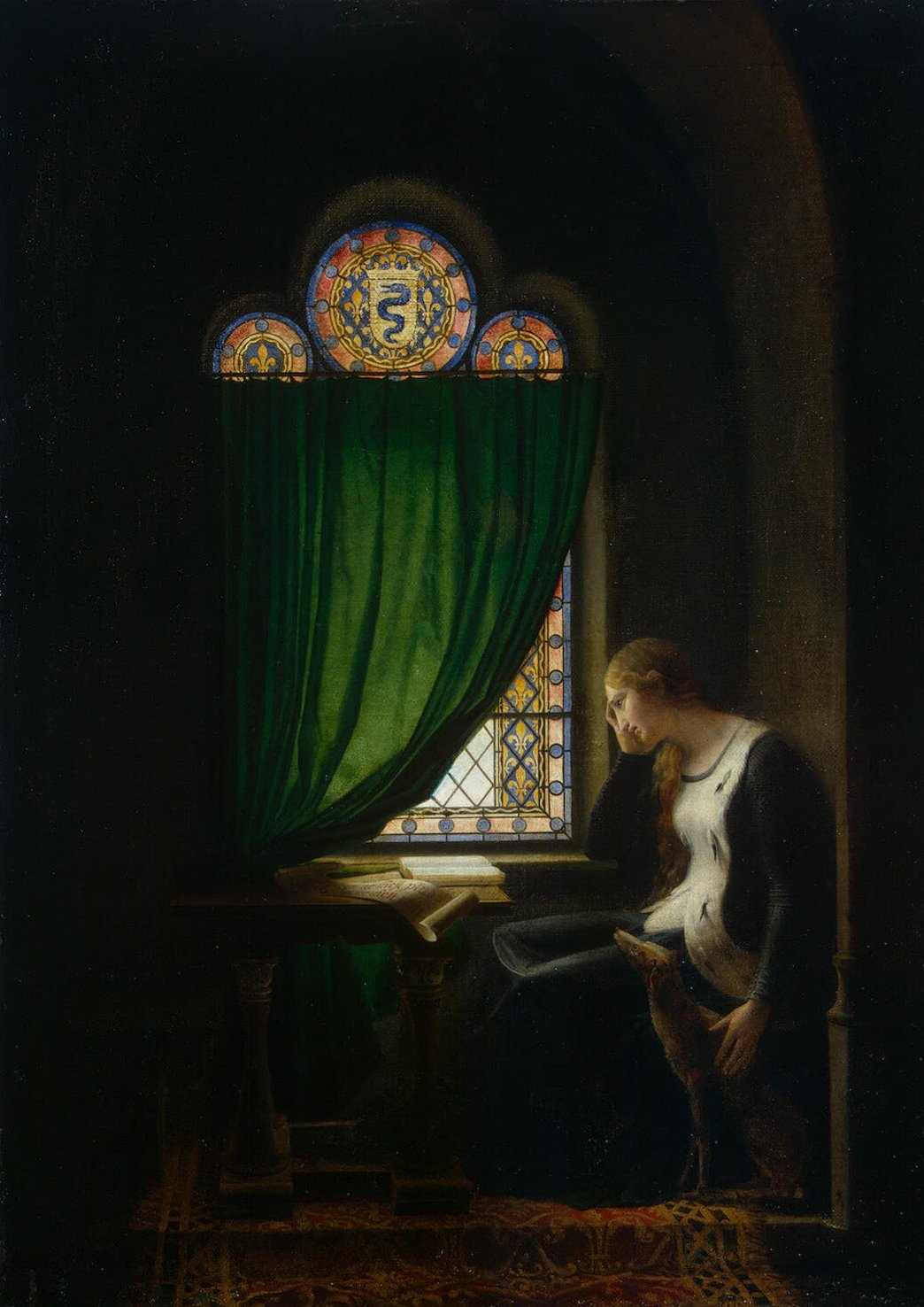
Valentine de Milan pleurant la mort de son époux Louis d'Orléans, pintura de Fleury François Richard (1802, Museu Heremitage, São Petersburgo)

O estilo trovador é um movimento artístico que emergiu na era da Restauração Francesa e se difundiu na primeira metade do século XIX, tendendo a reinventar e se apropriar, por meio de diversos campos artísticos, de uma atmosfera idealizada da Idade Média e do Renascimento. Pode ser apresentado como uma reação ao movimento Neoclássico seguido do Estilo Império. A influência do estilo Neogótico inglês, surgida no último terço do século XVIII, é, no entanto, totalmente presente, o que influenciou especialistas a verem no imaginário trovadoresco um dos componentes do Romantismo.

## História

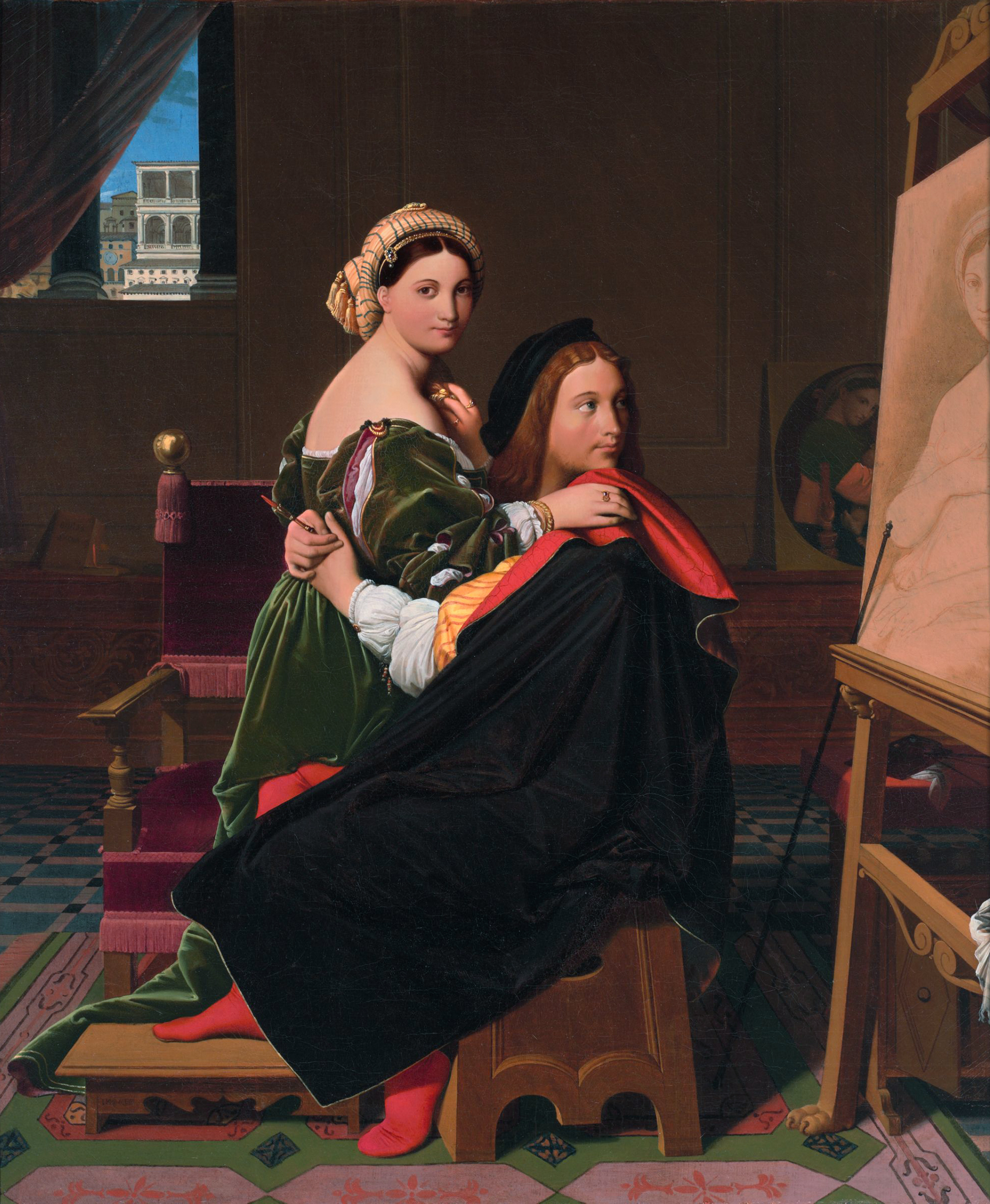
Ingres : Raffael e La Fornarina, 1814.

Pierre Révoil : René d'Anjou em Palamède de Forbin, por volta de 1827.

A "redescoberta" ou reapropriação do imaginário medieval é uma das curiosidades intelectuais do início do século XIX francês. Esse passado impregnava o Antigo Regime de instituições e ritos que lhe eram inerentes e mantinha a organização política do reino da França no eixo das tradições definidas como imutáveis. Foi propriamente a Revolução Francesa que realizou uma reviravolta efetiva desta ordem.
Ao exumar os restos dos reis, colocando em exposição uma pluralidade de objetos, de obras de arte, de elementos da arquitetura medieval, os revolucionários lhes deram vida novamente. O Museu dos monumentos franceses, instalado no antigo convento que se tornou a Escola de Belas Artes de Paris em 1820, fez, de todos estes gloriosos destroços da Idade Média, objetos de admiração para o público e modelos de inspiração para os alunos das seções de gravura, pintura e escultura, mas não de arquitetura, já que seu ensino foi desassociado das Belas Artes e recolocado ao da Escola Politécnica, sob direção de Durand, promotor da arquitetura neoclássica severa que caracteriza o estilo da Convenção do Consulado.
Só mais tarde, a partir da Restauração e sob impulso de Quatremère de Quincy e de Merimée, que a nova tradição de ensino de arquitetura se reconstitui à Escola de Belas Artes, marginalmente à escola oficial declinante, a partir de ateliers privados que comportavam arquitetos diocesanos que trabalhavam para os monumentos históricos, dando origem à Société Centrale des Architectes que tonaram possível a expressão do estilo travador na arquitetura.
O ressurgimento de um sentimento cristão em sua dimensão artística com a publicação de O Gênio do Cristianismo em 1800, teve um grande papel em favor de uma pintura, de uma escultura e de uma literatura edificantes, quase sempre de inspiração religiosa.
Artistas e escritores rejeitaram o racionalismo neoclássico da Revolução e se direcionaram para uma passado cristão glorioso. O progresso que a história e a arqueologia realizaram no decorrer do século XVIII renderam frutos, dentro os quais, a pintura como principal. Paradoxalmente, estas pinturas do passado ignoravam os primórdios da pintura francesa, considerado acadêmico em demasia e insuficientemente anedótico.
O próprio Napoleão não desdenhava desta corrente: ele tomara como emblema o padrão de abelhas douradas encontrado no século XVII sobre a tumba do rei merovíngio Quilderico; e se via como um continuador da realeza francesa. Uma espécie de reconhecimento oficial da Idade Média foi operado pela cerimônia da Sagração de Napoleão. Retomando o costume dos reis da França (só que em Paris), o futuro imperador tentou retomar em seu proveito os costumes reais, provavelmente também nas manifestações miraculosas, Bonaparte visitando as vítimas da peste de Jafa, de Antoine-Jean Gros, que o representou como uma versão atualizados dos Reis Taumaturgos.

## Literatura
É na França, com a adaptação e publicação dos antigos romances de cavalaria pelo conde de Tressan na Bibliothèque des Romans, a partir de 1778, mas sobretudo, um pouco antes na Inglaterra, que o interesse público pela Idade Média começou a se manifestar na literatura, notadamente com os primeiros romances fantásticos, como O Castelo de Otranto, que inspirou, no fim do século XVIII, escritores franceses como Marquês de Sade em sua História secreta de Adelaide da Baviera, rainha da França. Em seguida, a partir de 1820, a França conhece a tradução e o imenso sucesso dos romances de Walter Scott como Ivanohé e Quentin Durward.

## Arquitetura

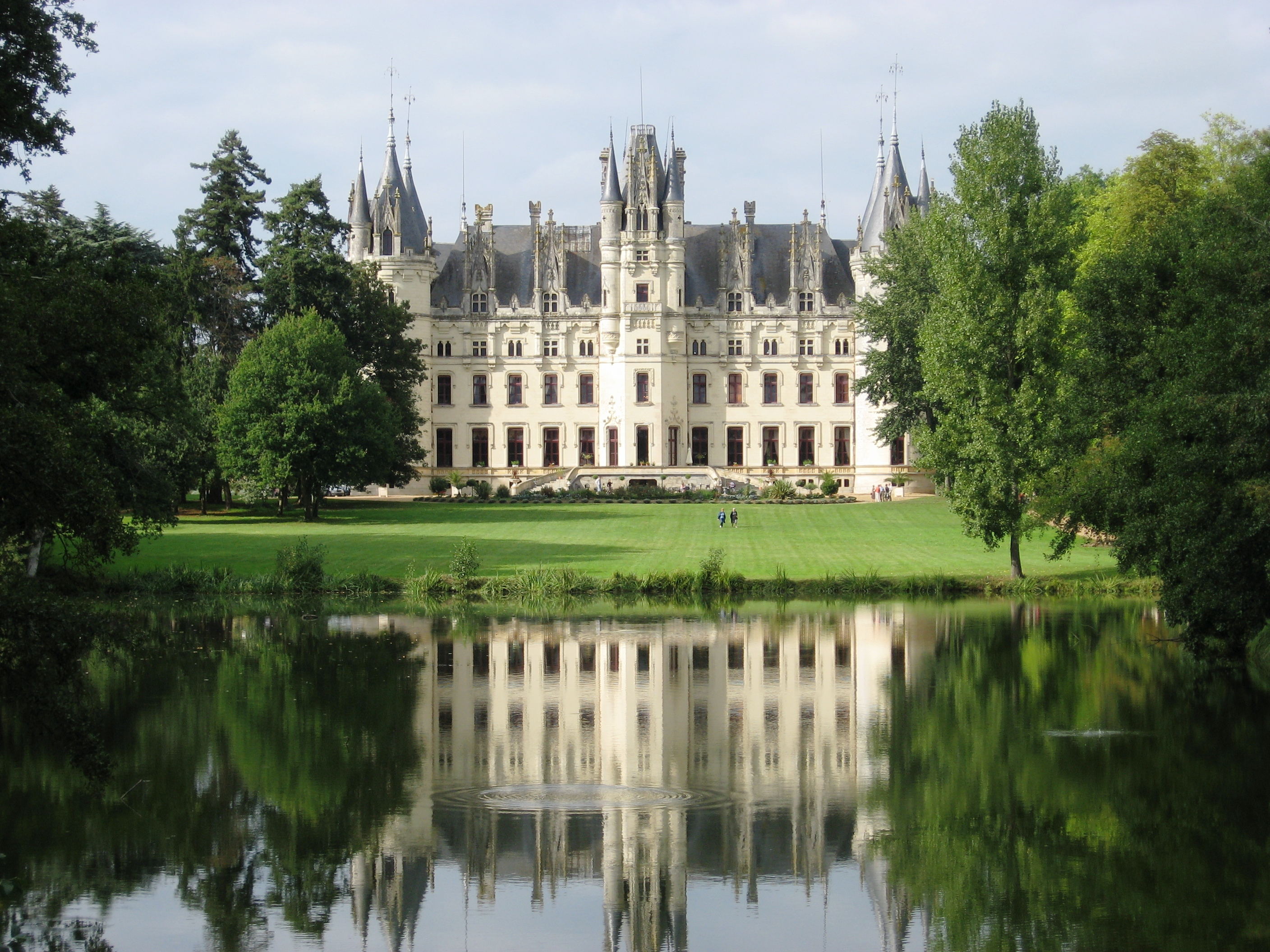
O castelo de Challain-la-Potherie, Anjou.

Observa-se no século XVIII um arrebatamento pela arquitetura medieval oriundo da Inglaterra onde florescia o estilo neogótico, mas que, na França, ficava limitado a certas fábricas feudais que se encontrava nos pátios dos castelos.
Depois do seu despontamento na pintura, o estilo trovador parece ter seguido, ou renascido, na arquitetura, nas artes decorativas, na literatura e no teatro. O Abbotsford House, construída na Escócia a partir de 1800 por Walter Scott, é o arquétipo dos castelos neogóticos ou neorrenascentistas, que misturavam elementos da arquitetura recuperada à pastiches.

### Edifícios no Estilo Trovador
- Château de Mont-l'Évêque, em Oise;
- O Château de la Reine Blanche, em Étangs de Commelles, Oise ;
- Château d'Anterroches, em Murat, Haute-Auvergne;
- Château d'Aulteribe, em Sermentizon, Auvérnia;
- Château du Barry, em Lévignac;
- Château de Beauregard, em Hérouville-Saint-Clair,Calvados;
- Reconstrução do Château de la Rochepot por Marie Pauline Cécile Dupond-White (1841-1898);
- Château de Challain-la-Potherie, em Challain-la-Potherie, Anjou;
- Château de Clavières, em Ayrens, Haute-Auvergne;
- Abadia de Hautecombe, em Saint Pierre de Curtille, Savoy;
- Château d'Hattonchâtel;
- Château de Maulmont em Saint-Priest-Bramefant;
- Galerie Saint-Louis, tribunal de Paris;
- Château de Grandfond, em Brézé, Anjou;
- Château de Pierrefonds;
- Château de Sedaiges, em Marmanhac, em Haute-Auvergne.

### Artes decorativas e estilo trovador

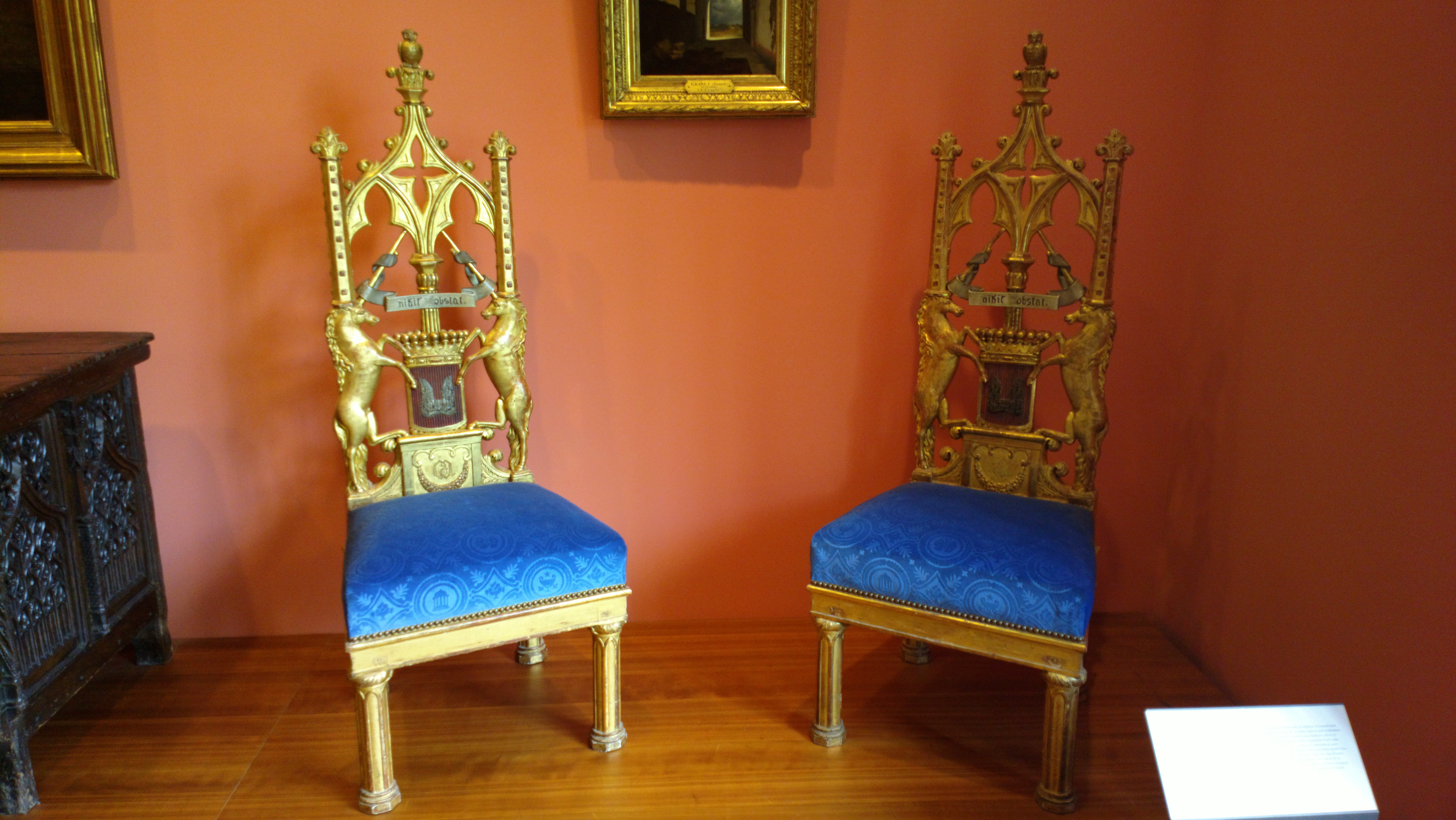
Cadeiras no gabinete gótico da Condessa de Osmond, Jacob-Desmalter, por volta de 1817-1820, Petit Palais, Paris

O estilo trovador encontra uma das suas representações efetivas nos interiores privados da França: móveis e objetos de todos os gêneros, do pêndulo ao dedal, invadindo os salões, principalmente entre 1820 e 1830. O estilo continuou, no entanto, a exercer sedução até o fim do século XIX.
Encontram-se percursores notáveis do estilo trovador desde o fim do século XVII e o começo do século XIX. Entre 1788 e 1792, o marceneiro Pierre-Antoine Bellangé produz para o conde Esterhazy quatro cadeiras de madeira douradas "no modelo gótico". Alguns anos mais tarde, no Império, Jacob-Desmalter se inspira no mobiliário inglês e executa, entre outros, um par de genuflexórios, em 1810, "cujo encosto era recortado no modelo gótico" para a capela do Petit-Trianon da imperatriz Maria Luísa de Áustria O estilo trovador nas artes decorativas se estendeu pela nobreza e burguesia nos anos 1820, notadamente a través das revistas de curiosidades parisienses.
Com relação ao mobiliário, este conserva seu aspecto clássico e confortável, típico da Restauração. É na forma que ele muda e não na base: o repertório decorativo evolui, ganha várias influências (chinesa, japonesa, oriental, inglesa, ou ainda, gótica, por exemplo), mas é colocado sobre uma forma convencionada, herdada do século XVIII francês. Contentou-se em "substituir elementos clássicos dos encostos, grades e colunas, um arco em ogiva encimado por um trifólio. Depois, com maior estabilidade, por volta de 1828, será inscrito no arco de ogiva do encosto uma fenestragem em forma de lança, floreado de ramagens, sem exemplares no passado". Pode-se falar da "última fase do Classicismo". O ornamento, tanto nos móveis quanto nos objetos, é, então, o centro da preocupação dos artesãos: héraldica fantástica, cores ousadas, unicórnios e quimeras misturados aos ornamentos gótico-renascentistas, motivos vegetais enquadrando trovadores, cavaleiros e heroínas… São estas misturas que determinam o Estilo Trovador nas artes decorativas francesas.
Em 1824, na Exposição dos Produtos da Indústria, o Estilo Trovador já triunfava. O próprio rei Charles X comprou alguns destes curiosos móveis. "A velharia nacional impõe seus estranhos patriotismos", constata, irônico, Henri Bouchot Desde o começo dos anos 1820, a condessa d'Osmond, nascida Aimée Destillières, mandou construir em sua hospedagem particular duas peças no Estilo Trovador. Rapidamente destruídas, as duas peças, uma sala e um gabinete, ainda assim são conhecidas por duas aquarelas, de Auguste Garneray e de Hilaire Thierry O Petit Palais em Paris conserva do gabinete da condessa um par de cadeiras, produzidas pelo ebanista Jacob-Desmalter, que representa por si só um exemplo revelador do Estilo Trovador no mobiliário.
Carolina das Duas Sicílias fará vários pedidos, dentre os quais estarão algumas das mais belas peças do Estilo Trovador. É o caso de uma caixa encomendado para a manufatura de Sèvres et projetado por Jean-Charles François Leloy em 1829. A forma da caixa lembra os relicários e urnas góticas que a duquesa e o desenhista puderam observar nas coleções medievais religiosas da Coroa. Para os apartamentos da Duquesa nas Tulheiras, Jacob-Desmalter lança em 1821 uma "mesa gótica em madeira de ébano destinada a receber imagens do Castelo de Rosny pintados por Isabey" e "uma mesa adornada com um desenho de Thierry que continha ornamentos e ogivas góticas recortadas no maciço da madeira" A duquesa não se contenta em encomendar peças aos maiores artesãos do momento, ela recorre também às lojas de novidades, "onde ela faz um amplo acervo de objetos de arte, bronze, pêndulos, móveis e bibelôs de essência gótica que o romantismo recolocou na moda" Carolina dá igualmente vários bailes, dos quais os mais célebres se torna a quadrilha de Marie Seurat, em 1829, imortalizado pelas aquarelas de Eugène Lami e de Achille Devéria. O conjunto de joias que a duquesa ostenta contém miniaturas que representam os personagens ilustres da Idade Média e do Renascimento, todos executados por Lami.
Pode-se considerar que Eugène Viollet-le-Duc, muito mais tarde, será um dos últimos representantes do Estilo Trovador na arquitetura e nas artes decorativas, como indica o mobiliário completo desenhado para o Castelo de Pierrefonds no anos 1860-70.